# معركة كوشارا
معركة كوشارا (بالصربية: Битка на Кошарама)‏؛ (بالألبانية: Beteja e Kosharës)‏ هي معركة دارت خلال حرب كوسوفو بين القوات اليوغوسلافية وقوات جيش تحرير كوسوفو (KLA)، وقد حظي الأخير بدعم كل من القوات الجوية للناتو والجيش الألباني. جرت المعركة في منطقة كوشارا على الحدود بين يوغوسلافيا وألبانيا في الفترة من 9 أبريل 1999 إلى 10 يونيو من نفس السنة أثناء قصف الناتو لجمهورية يوغوسلافيا الاتحادية.
سعى جيش تحرير كوسوفو إلى دخول كوسوفو من جهة الأراضي الألبانية وقطع طرق الاتصال للجيش اليوغوسلافي والسيطرة على منطقة ميتوهيا. تمكن أفراد جيش تحرير كوسوفو من الاستيلاء على منطقة كوشارا وعدد من المناطق الحدودية المُحيطة مستعينا بدعم مدفعي من الجيش الألباني وقصف طائرات الناتو على المواقع الاستراتيجية اليوغوسلافية، ولكن بعد أيام من القتال لم يتمكنوا من كسر خط الدفاع الثاني للجيش اليوغوسلافي.

## النتائج

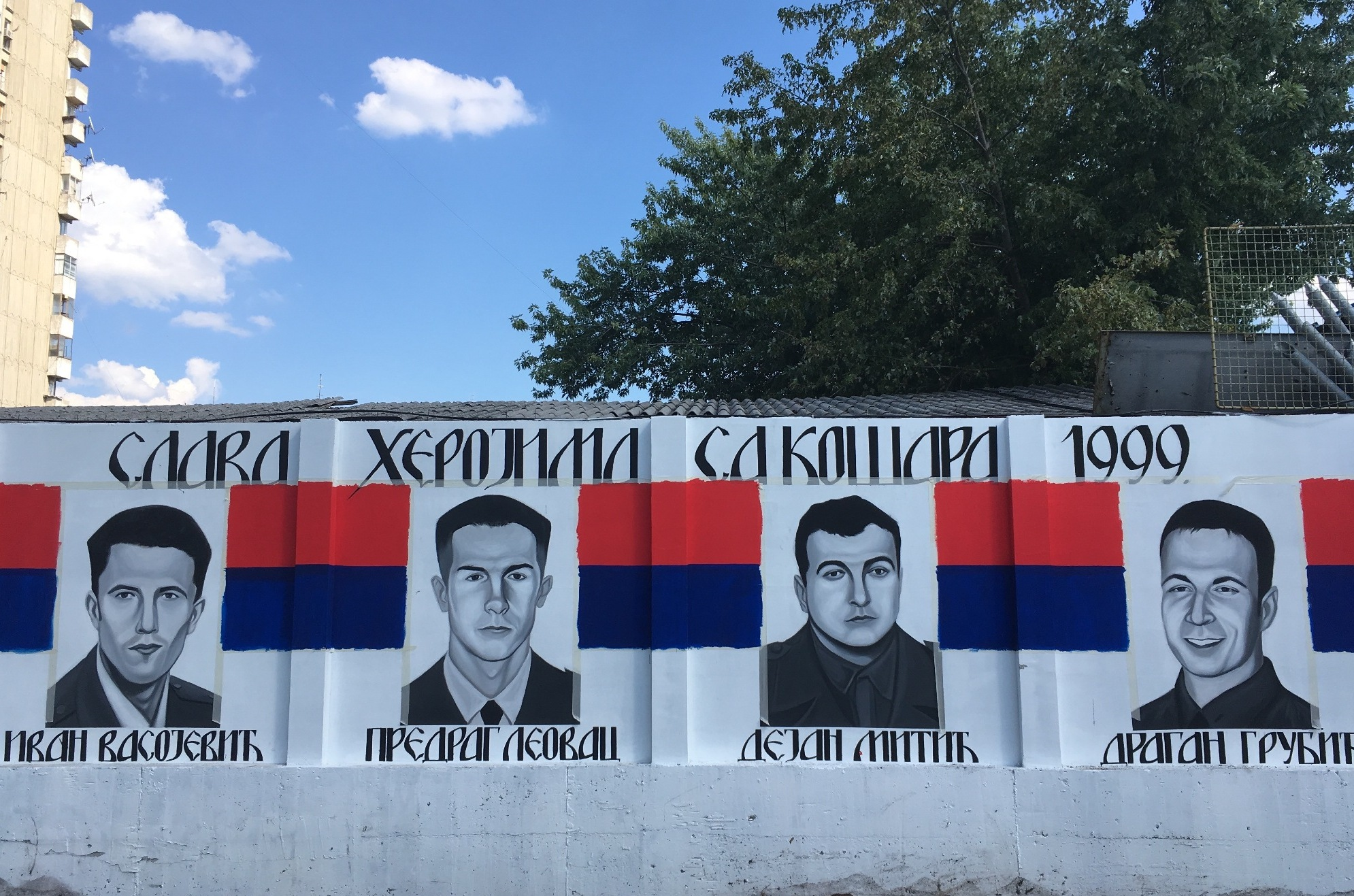
لوحة جدارية تكرّم الجنود الذين سقطوا في معركة كوشارا في نيش.

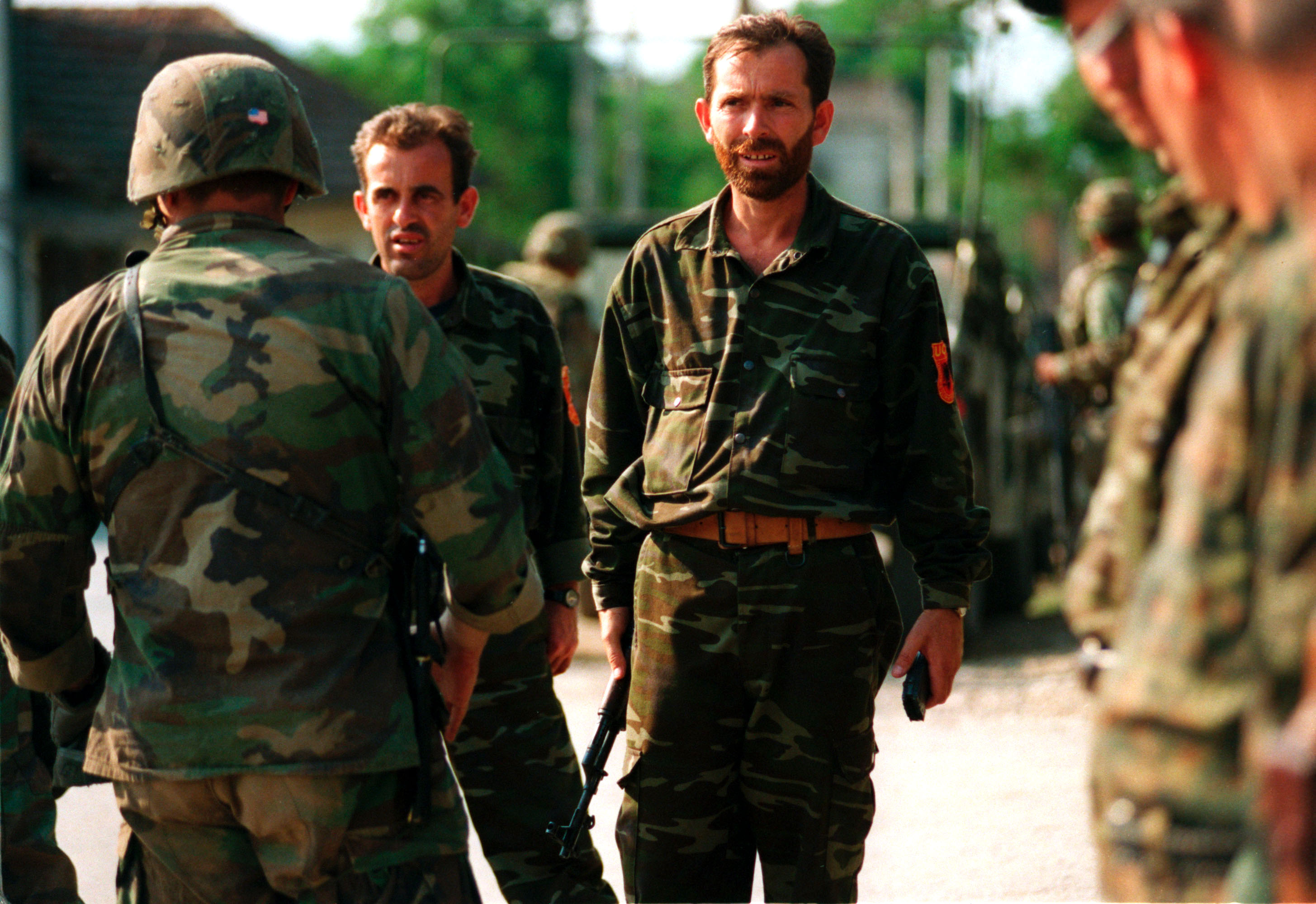
أفراد من جيش تحرير كوسوفو ينتظرون تسليم أسلحتهم إلى قوات مشاة البحرية الأمريكية في 30 يونيو 1999.

استمرت حرب كوسوفو حتى العاشر من يونيو 1999. تم التوقيع على اتفاق كومانوفو واضطر الجيش اليوغوسلافي والقوات شبه العسكرية وقوات الشرطة إلى الانسحاب من كوسوفو. أخدت بعثة الأمم المتحدة للإدارة المؤقتة في كوسوفو إدارة كوسوفو كقوة لحفظ السلام. تم حل جيش تحرير كوسوفو ونزع سلاح أفراده، بموجب شروط الاتفاقية.